# South Leigh
South Leigh – wieś w Anglii, w hrabstwie Oxfordshire, w dystrykcie West Oxfordshire. Leży 13 km na zachód od Oksfordu i 96 km na zachód od Londynu. W 2001 miejscowość liczyła 350 mieszkańców.